# Bergères-lès-Vertus
Bergères-lès-Vertus é uma comuna francesa na região administrativa do Grande Leste, no departamento de Marne. Estende-se por uma área de 18.28 km², e possui 596 habitantes, segundo o censo de 2018, com uma densidade de 33 hab/km².